# Janusz Głowacki

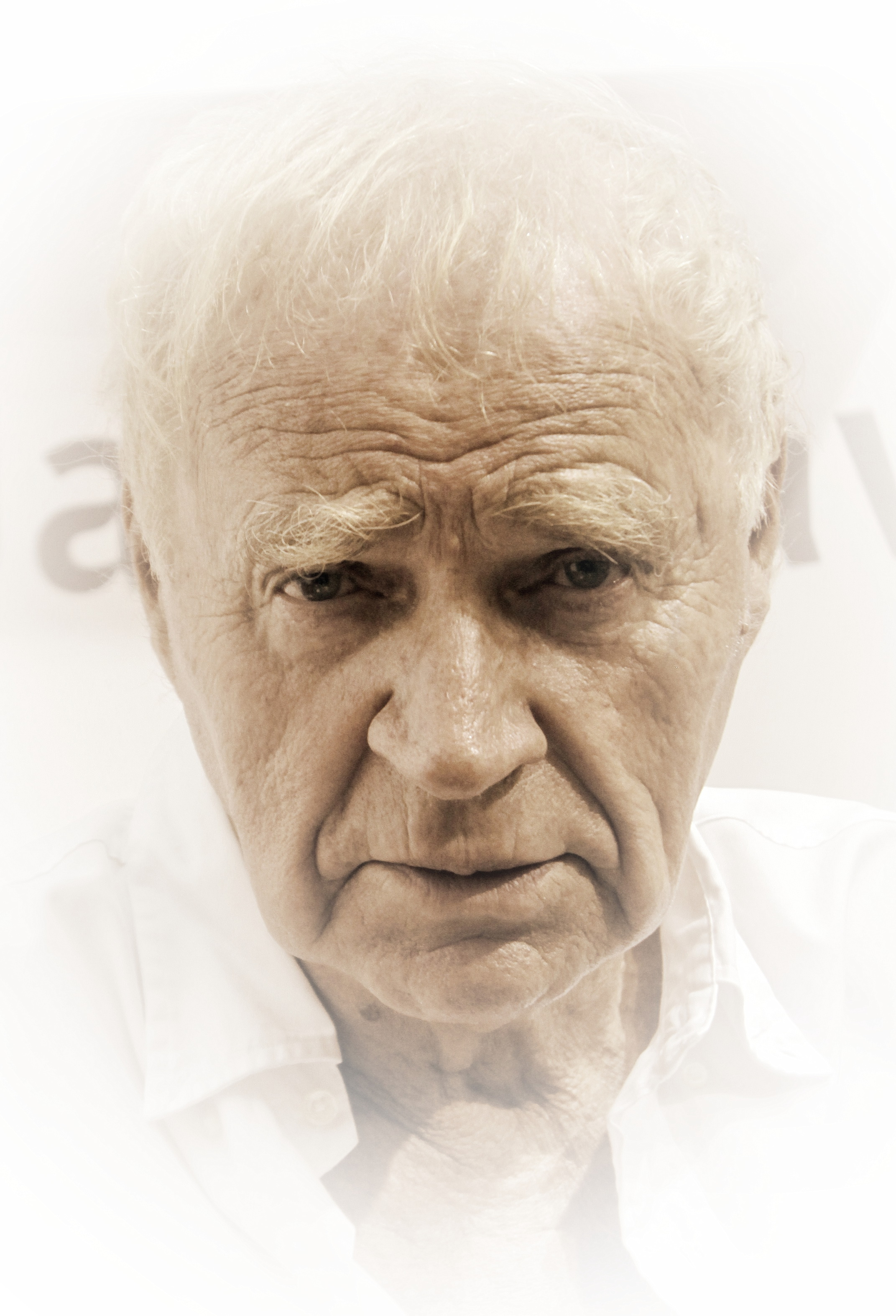
Janusz Głowacki (2011)

Janusz Andrzej Głowacki (* 13. September 1938 in Posen; † 19. August 2017) war ein polnischer Schriftsteller und Dramatiker.

## Leben
Nach einem Polonistik-Studium an der Universität Warschau begann Głowacki 1964 die Zusammenarbeit mit der Zeitschrift Kultura in Warschau, wo er rasch durch seine scharfsinnigen Erzählungen und Feuilletons auffiel. Ende der 1960er-Jahre nahm er die Arbeit als Drehbuchautor auf. In dieser Zeit entstanden unter anderem der Film Fliegenjagd (Polowanie na muchy) in der Regie von Andrzej Wajda sowie der Kultfilm Rejs von Marek Piwowski. Nach der Verhängung des Kriegsrechts im Jahre 1981 verließ Głowacki Polen und ließ sich in den USA nieder. Er verfasste von da an vor allem eine Reihe von Dramen, die international gespielt werden. Sein größter Erfolg war das Stück Antigone in New York aus dem Jahre 1992, für das er 1994 für den Charles MacArthur Award für herausragende neue Stücke nominiert wurde.

## Werke
- Wirówka nonsensu (1968)
- Nowy taniec la-ba-da i inne opowiadania (1970)
- W nocy gorzej widać (1972)
- Paradis (1973)
- Moc truchleje (1981) (Dt.: Ich kann nicht klagen, deutsch von Christa Vogel, Frankfurt/Main 1985)
- Ścieki, skrzeki, karaluchy. Utwory prawie wszystkie (1996)
- Die vierte Schwester (1999)
- Czwarta siostra (2000)
- Ostatni cieć (2001) (Dt.: Die Unterhose, die Lotterie und das Schwein, Innsbruck 2004)
- Z głowy (2004)
- Jak być kochanym (2005)

## Verfilmungen
- 1970: Rejs – Der Ausflug
- 1969: Fliegenjagd (Polowany na muchy)
- 1972: Diese Liebe muß man töten (Trzeba zabić tę miłość)